# Trà Vinh
Trà Vinh (en jemer: ព្រះត្រពាំង, Preah Trapeang literalmente «estanque sagrado») es la ciudad capital de la provincia de Trà Vinh en el sur de Vietnam. 

## Etimología
Trà Vang era un antiguo nombre utilizado para esta zona, un interior con una población escasa.
En 1825, el área de Trà Vinh fue establecida por el rey Minh Mạng en el distrito de Lac Hoa, también conocido como chà-văng o chà-vinh.
En 1951, apareció el nombre Vĩnh Trà, una combinación de Vĩnh de Vĩnh Long y Trà de Trà Vinh.
El nombre fue cambiado nuevamente de Trà Vinh a Vĩnh Binh en 1957 con Phu Vinh como su capital.
En 1976, la provincia de Cửu Long se creó mediante la fusión de las provincias de Vĩnh Long y Trà Vinh.
El nombre Trà Vinh proviene del nombre jemer de la zona, ព្រះត្រពាំង Preah Trapeang, que significa «estanque sagrado» o «estanque de Buda». La transliteración vietnamita dio Trà Vang y posteriormente Trà Vinh.

## Ubicación
Se ubica en la región del delta del Mekong, al sur de Vietnam. Durante la República de Vietnam, fue la capital de una provincia con una población de 51 535 habitantes.
La Resolución Gubernamental No. 11/NQ-CP del 4 de marzo de 2010 estableció la ciudad de Tra Vinh con una superficie de 6.803,5 hectáreas y una población de 131 360 habitantes y 10 unidades administrativas.
El 15 de febrero de 2016, la ciudad de Trà Vinh fue clasificada como ciudad de nivel II en el sistema de clasificación de ciudades de Vietnam.
Trà Vinh tenía 1 286 000 habitantes en 2019.

## Divisiones administrativas
La zona directamente debajo de la ciudad se compone de:
- 9 distritos urbanos: numerados del 1 al 9
- 1 comuna rural: Long Đức